# Rungis

Rungis im Großraum Paris

Rungis [ʁœ̃.ʒis] ist eine französische Gemeinde im Département Val-de-Marne (Region Île-de-France) mit 420 Hektar Fläche und 5669 Einwohnern (Stand 1. Januar 2022). Sie liegt 13 km südlich von Paris unweit des Flughafens Orly. Der Ort befindet sich im Pariser Becken auf einer zwischen den Tälern der Seine und der Bièvre gelegenen Hochebene, 80 Meter über dem Meeresspiegel. Er ist heute vor allem für den Großmarkt Rungis bekannt, der Paris versorgt und, über den Flughafen Paris-Orly, Lieferungen in die ganze Welt vornimmt. Rungis verfügt über ausgezeichnete Straßen- und Schienenverbindungen mit Paris und der Provinz.

## Geschichte
Der Ortsname, früher „Romiacum“, „Romjacum“, „Rungy“, „Rongis“, „Rungis“ soll auf einen gallo-römischen Besitzer namens Romius hinweisen. Bereits die Römer entnahmen Wasser aus den Quellen von Rungis, das über einen Aquädukt bis in die Thermen von Lutetia (Paris) geleitet wurde.
Im Jahr 1124 vergab Ludwig VI. die Lehensrechte an die mächtige Abtei Sainte-Geneviève.
In den Jahren 1613 bis 1623 wurde auf Veranlassung von Maria de’ Medici der Aqueduc Médicis gebaut, der in etwa der Trasse des römischen Aquädukts folgte und unter anderem den Jardin du Luxembourg versorgte.
Rungis wurde 1815 und 1870 durch Kriegseinwirkungen in Mitleidenschaft gezogen. Nachdem es bis in die Mitte des 20. Jahrhunderts eine ländliche Gemeinde geblieben war, verwandelte es sich, wie viele andere Pariser Vororte, durch die immer dichtere Besiedlung der Banlieue, durch den Bau des Flughafens Orly und insbesondere durch die Schaffung des Großmarktes und einer an Orly grenzenden Industriezone.

## Sehenswürdigkeiten
Siehe auch: Liste der Monuments historiques in Rungis
- Der Regard Louis XIII, das Eingangsgebäude des Aqueduc Médicis, der das im benachbarten (heute unter zwei Fußballplätzen liegenden) „Carré des Eaux“ gesammelte Wasser der Quellen von Rungis über Arcueil bis nach Paris leitet.
- die Überreste der Kirche Notre-Dame (13. Jahrhundert), rue Notre-Dame
- das befestigte ehemalige Bauerngut Saint-Grégoire und seine Priorei, 2 rue des Fontaines
- das ehemalige Haus von Kardinal Richelieu, heute Rathaus (17. Jahrhundert), 2 rue Sainte-Geneviève
- Notre-Dame-de-l’Assomption, ein früher Versuch zum Bauen mit Fertigbauelementen,[1] und die Eglise du Prieuré (beide 20. Jahrhundert)
- der Großmarkt

## Großmarkt von Rungis

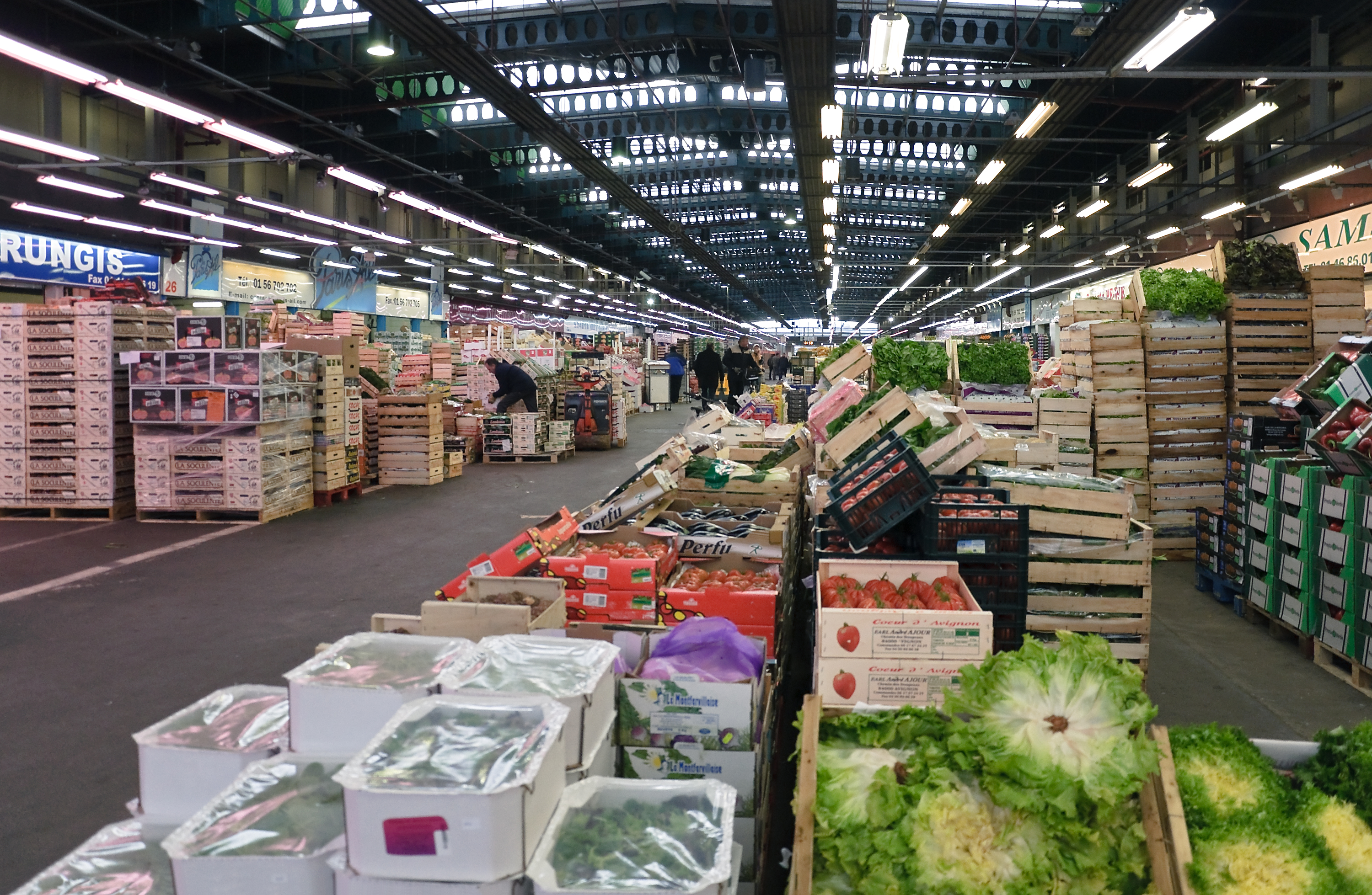
Auf dem Großmarkt von Rungis

Der Großmarkt Rungis wurde ab 1969 von den Architekten Henri Colboc und Lebret auf einem 220 Hektar großen Gelände der Gemeinden Rungis und Chevilly-Larue angelegt. Er hat sich heute zum weltweit größten Markt für Lebensmittel entwickelt, der 232 Hektar umfasst, 13.000 Menschen arbeiten dort. Der Gesamtdurchsatz an Produkten betrug im Jahr 2000 über 1,6 Millionen Tonnen. Er verfügt über einen eigenen Bahnhof, einen Busbahnhof, zahlreiche Markt- und Lagerhallen, Kühlhäuser, Büros, Hotels usw. Er wird im Dokumentarfilm Voices of Transition als Stellvertreter für die erdölabhängige, industrielle Landwirtschaft präsentiert.
Die Firma Rungis Express, die vom Großmarkt Rungis frische Lebensmittel in deutschsprachige Länder ausliefert, wird oft umgangssprachlich auch nur kurz „Rungis“ genannt.

## Persönlichkeiten
- Richelieu (1585–1642), Minister, besaß in der ersten Hälfte des 17. Jahrhunderts ein Haus in Rungis.
- Edme Verniquet (1727–1804), französischer Architekt und Gartenbaumeister, der mit Georges-Louis Leclerc de Buffon an der Gestaltung des Jardin des Plantes arbeitete und den so genannten Plan des Artistes, einen Atlas für Paris, herausbrachte, trug als Letzter den Titel „Seigneur de Rungis“.